# Split (Unix)
split ist ein Computerprogramm, das eine Datei in mehrere Dateien gleicher Größe aufspaltet. Es findet Verwendung in Unix- und Linuxderivaten und deren Shells. Zum Zusammenfügen aufgeteilter Dateien dient das Programm cat. Als Disketten noch verbreitet waren, war split ein wichtiges Hilfsprogramm um große Dateien zum Speichern auf mehreren Datenträgern aufzuteilen.
Beispiel:
```
$ split -b 1440K grosse.datei kleine.zieldateien-
```

Mit diesem Aufruf wird unter Linux die große Datei in kleine Dateien der Größe 1440 Kilobyte mit den Namen kleine.zieldateien-aa, -ab, -ac, … -zz zerlegt. Die Größe im Beispiel entspricht der von high density formatierten 3,5-Zoll-Disketten (wer sicher sein will, das die Dateien auch auf Disketten mit vom System erkannten fehlerhaften Sektoren funktioniert, wählt eine etwas kleinere Dateigröße).
Beispiel für das Wiederzusammenfügen der Dateien in einem Verzeichnis:
```
$ cat kleine.zieldateien-* > grosse.datei
```